# Commotio retinae
Een commotio retinae is een kneuzing van het netvlies die kan ontstaan bij een stomp letsel van het oog (klap op het oog). Er kan een ophoping van vocht in het netvlies ontstaan, waardoor het netvlies er wittig of bleek uitziet, ook wel bekend als het oedeem van Berlin.
Er bestaat onderscheid uit:
1. Maculaire commotio retinae, waarbij macula-oedeem ontstaat met een daling van de centrale gezichtsscherpte tot gevolg.
2. Extramaculaire commotio retinae, waarbij de schade alleen buiten de macula waar te nemen is.

Overige gevolgen die bij een commotio retinae te zien zijn, bestaan uit een netvliesscheur met kans op een netvliesloslating, een glasvochtbloeding of een choroïdearuptuur (een scheur in het vaatvlies).